# Gradaščevići
Gradaščevići su bošnjačka begovska obitelj iz Gradačca, u Bosni i Hercegovini. Poznati kao bogata obitelj visoka društvena položaja. 

## Obiteljska povijest
Gradaščevići su se smjestili u Bosanskoj Posavini, prema sultanskom fermanu koji im je dao zemlju i vojne odgovornosti u području. Mjesno stanovništvo znalo ih je kao begove i spahije. Pretpostavlja se da su u Bosnu došli iz Budima. Prvi neosporni poznati po imenu kapetan je Muhamed, čije ime se nalazi na mostarskom mazharu 1730. godine. On je bio sin Ćoso Osman-paše, dok je jedan od Muhamedovih nasljednika na kapetanskoj dužnosti bio Mehmed-kapetan, koji se kao kapetan spominje između 1749. i 1781. godine. Na kapetanskoj dužnosti ga je naslijedio sin Osman-kapetan i to prije 1795. godine. Prema ovome mišljenju, Mehmed‐kapetan je na toj dužnosti ostao gotovo pola stoljeća (najkasnije od 1749. do 1795.). Ovakva mogućnost je postojala, ali je malo vjerojatna. 
Preko puta Husejnije džamije u Gradačacu postoji jedan mezar gdje je, prema natpisu na njemu, sahranjen Mehmed‐kapetan, sin Osman‐kapetana Gradačlije godine 1169 h. (1755/56). Na temelju ovoga natpisa, dakle, može se pretpostaviti Muhamed‐kapetan, zapravo Mehmed-kapetan, budući da se često ova dva imena zamjenjuju, te da je nakon smrti ovoga Mehmed‐kapetana 1755/56., a prije Mehmed-kapetana, oca Osman-kapetanova, postojao još jedan kapetan čije ime nije poznato, ali je svakako na kapetanskoj dužnosti mogao biti između 1755/56. i 1765., kada se pojavljuje Mehmed-kapetan koji te godine obnavlja gradačačku utvrdu. Nakon ovoga Mehmed‐kapetana izvjesno je da je kapetansku dužnost obnašao Osman-kapetan, jedan od najmoćnijih bosanskih kapetana. Osman-kapetan je u Modriči obnovio Bijelu džamiju, i u njenoj blizini izgradio veliki han, kao i jednu medresu i pred njom česmu. Jednu je medresu sagradio i u Gračanici.
Nakon njegove smrti 1812. godine naslijedio ga je sin Murat-beg, jer je najstariji sin Hamza-beg umro 1797/98. godine i ukopan je na Pašinom mezarju, na putu za naselje Šehitluci u Gradačcu. Osim Hamza-bega i Murat-bega, Osman-kapetan je imao još sina Osman-bega (1813. je zbog zasluga u ratu protiv Srbije dobio naslov paše), Muharem-bega (umro prije 1821.), Ibrahim-bega (umro 1813, ukopan u haremu Sviračke džamije), Husein-bega (1802. – 1834.) i Bećir-bega (umro 1846/1847. ukopan u haremu Sviračke džamije). Za vrijeme Murat-kapetana završena je izgradnja gradačačke utvrde. Otvrovao ga je Dželaludin-paša 1820. godine. Naslijedio ga je Husein-kapetan koji je bio posljednji gradačački kapetan do 1832. godine. Nakon Velikog bosanskog ustanka, obitelj gubi imovinu i sve povlastice, ali potomstvo Gradaščevića opstaje sve do današnjih dana. 
Nekoliko građevina u svezi s Gradaščevićima su nacionalni spomenik Bosne i Hercegovine. To su Bijela kula, sahat-kula, Husejnija džamija, kuća obitelj Gradaščević, harem džamije Reuf-bega Gradaščevića u Gradačcu, Gradaščevića kula u Bijeloj.

## Vanjske poveznice
- Gradačac: Kula Zmaja od Bosne građena je gotovo stotinu godina